# كليمنس راب
كليمنس راب (بالألمانية: Clemens Rapp)‏ هو سباح ألماني، ولد في 14 يوليو 1989 في بادن-فورتمبيرغ في ألمانيا.

## روابط خارجية
- كليمنس راب على موقع الاتحاد الدولي للسباحة (الإنجليزية)
- كليمنس راب على موقع SwimRankings.net (الإنجليزية)
- كليمنس راب على موقع اللجنة الأولمبية الدولية (الإنجليزية)
- كليمنس راب على موقع أوليمبيديا (الإنجليزية)
- كليمنس راب على موقع اللجنة الأولمبية الألمانية (الألمانية)